# توچ
توچ (توج هم نوشته‌اند) از درختان بومی ایران است.
در بلوچستان به نام پیر شناخته می شود.
میوه این درخت مصرف خوراکی دارد و به عنوان تقویت کننده قوای جنسی شناخته می شود. برگهای این درخت بعنوان خوراک دام برای شترها مورد استفاده است